# Întoarcere în viitor (film)
Întoarcere în viitor este un film românesc din 1971 regizat de Sabin Bălașa.